# Breviceps fichus
Espèce
Statut de conservation UICN

 LC  : Préoccupation mineure
Breviceps fichus est une espèce d'amphibiens de la famille des Brevicipitidae.

## Répartition
Cette espèce est endémique des montagnes de la région d'Iringa en Tanzanie. Elle se rencontre au-dessus de 1 500 m d'altitude.
Sa présence est incertaine dans les Usambara occidentaux.

## Publication originale
- Channing & Minter, 2004 : A new rain frog from Tanzania (Microhylidae: Breviceps). African Journal of Herpetology, vol. 53, no 2, p. 147-154.